# Eğirdir
Eğirdir (o Eğirdir Gölü, abans Eğridir, Egridir, també escrit Egirdir o Egerdir, grec Akrotiri) és una ciutat a una península a l'extrem sud del llac del mateix nom, a Turquia a la província d'Isparta, a 186 km al nord d'Antalya. És capital del districte d'Eğirdir. El nom fou canviat vers 1982 perquè Eğridir vol dir "La que està torta".

## El llac
El llac té una superfície de 482 km² i és el quart més gran de Turquia i el segon més gran d'aigua dolça. Al llac hi ha dues illes: Yeşil Ada ("Illa Verda", fins al 1923 Nis Ada, amb un monestir grec) i Can Ada ("Illa de la Vida").

## La ciutat

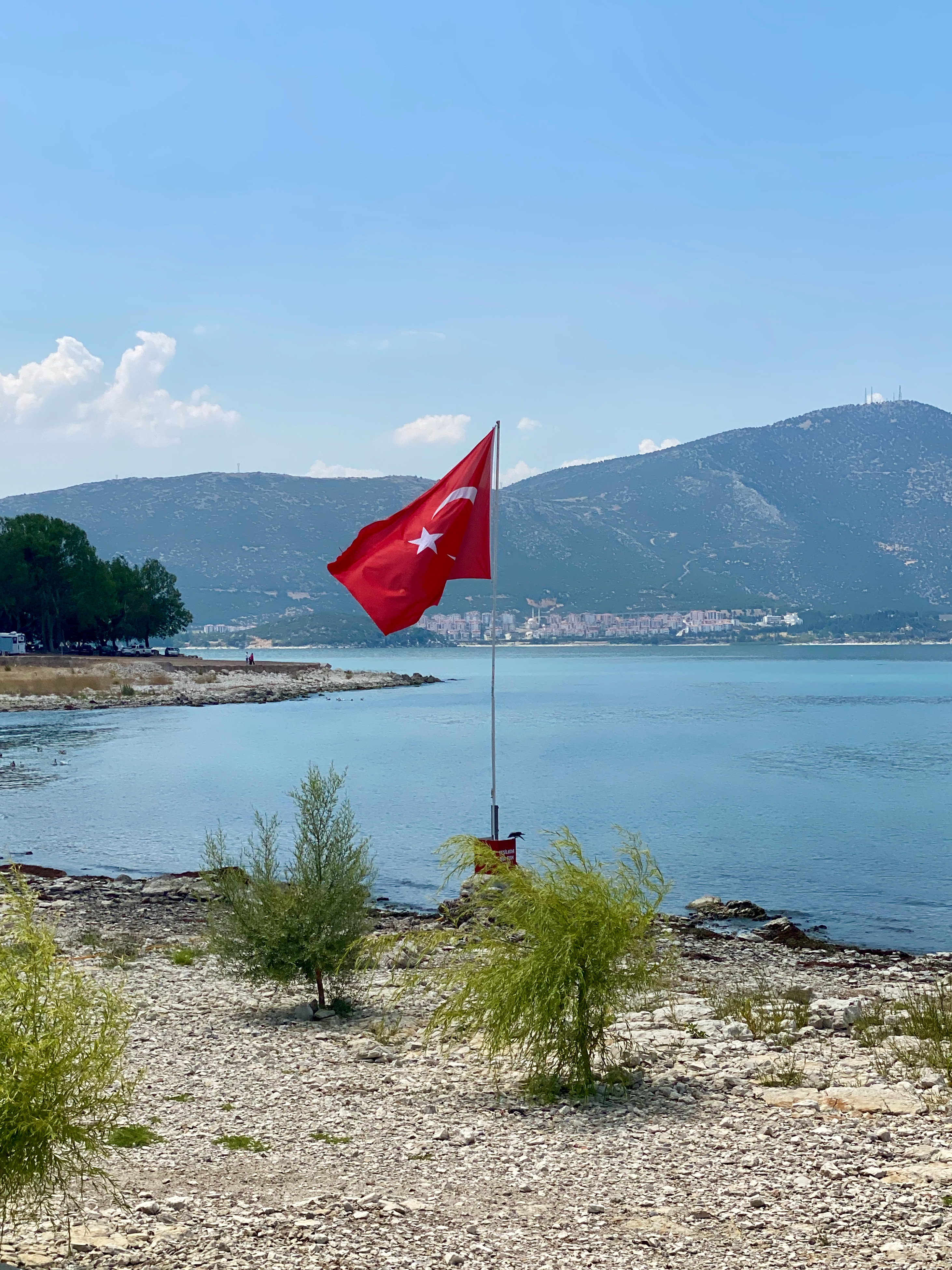
Eğirdir des de Yeşilada

La vila es va dir Limnai en època clàssica. Podria haver estat la Prostanna seu d'un bisbat en l'alta edat mitjana. Fou conquerida probablement per Kilidj Arslan III junt amb Isparta. Fou la capital del beylik d'Hamid i l'emir Falak al-Din Dundat (vers 1300) li va donar el nom de Felekbar o Felekabad. El 1381 o 1382 el darrer emir Huseyn Beg va vendre els seus drets al sultà otomà Murat I. El 1403 fou conquerida per Tamerlà junt amb l'illa fortificada de Nis Ada (el 10 de febrer o el 12 de març de 1403) i la va cedir als karamànides restaurats; aquests la van haver d'entregar als otomans el 1425 i va esdevenir una liwa de l'eyalat d'Anadolu. Al segle xix Hamideli (Isbarta) va esdevenir sandjak del wilayat de Konya.
Destaca la ciutadella construïda per Kaykubad I, avui en ruïnes, i la mesquita d'Ulu Djami i la madrassa de Tash (datada el 1238). El 1950 la població era de 5766 habitants i el districte en tenia 26.820.